# Oswald Sallaberger

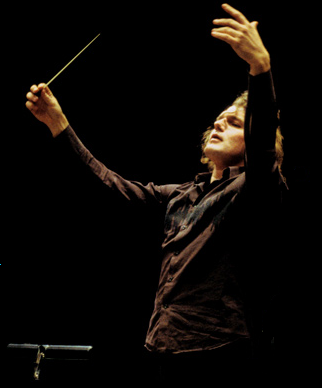
Oswald Sallaberger

Oswald Sallaberger (* 3. Juli 1966 in Innsbruck) ist ein österreichischer Dirigent und Geiger.

## Leben
Bereits in seiner Kindheit zeigte sich seine Liebe und sein Talent zur Musik. Angefangen mit der Flöte, wechselte er schnell zur Violine und nahm Unterricht am Konservatorium Innsbruck. Mit 15 Jahren zog er nach Salzburg, um dort in der Österreichischen Jugendphilharmonie zu spielen. Damals erlebte er die große symphonische Musik vollkommen und erst durch das Wahrnehmen eines vollen Orchesters entfaltete sich der Wille, Dirigent zu werden. Mit 17 wurde er erster Konzertmeister in diesem Orchester, mit 18 machte er zeitgleich zur Ausbildung am Mozarteum seine Matura am Akademischen Gymnasium Salzburg.
Er studierte am Mozarteum Violine bei Thomas Zehetmair und Sándor Végh und Dirigieren bei Michael Gielen und war Assistent von Claudio Abbado und Pierre Boulez. Im Alter von zwanzig Jahren unternahm er seine erste Auslandstournee durch die USA, bei der er als Chef des Österreichischen Kammerorchesters u. a. in der Carnegie Hall auftrat. Er sammelte weitere Erfahrungen bei der Arbeit in verschiedenen Opernhäusern. 1993 erhielt er den Dirigentenpreis der Herbert-von-Karajan-Stiftung.
1993, 1995 und 1999 wurde Sallaberger als Dirigent zu den Salzburger Festspielen eingeladen, wo er Werke von Mozart und George Lopez aufführte. Er dirigierte das Orchestre National de France, die Sinfonieorchester des Südwestfunks, des Süddeutschen und des Saarländischen Rundfunks, das Orchestre Philharmonique de Liège, das Vlaams Radio Orkest, das English Chamber Orchestra, das Philharmonische Orchester aus Graz und Weimar, das Orchestre Nationale de Lyon, das Ensemble Modern und das Ensemble intercontemporain.
Mit der Camerata Academica Salzburg realisierte er 1996 ein Anton-Webern-Projekt, im folgenden Jahr debütierte er an der Staatsoper Unter den Linden mit Alban Bergs Oper Lulu. 1998 wurde er zum Direktor des Leonardo-da-Vinci-Projektes der Oper Rouen ernannt. Hier führte er u. a. Strawinskys Le rossignol, Guo Wenjings Kammeroper Langzi cun, Dido and Aeneas von Henry Purcell und Ravels lyrische Phantasie L’enfant et les sortilèges, Wagners Tannhäuser, Der Fliegende Holländer und Tristan, Verdis La forza del destino, La traviata, Rigoletto und Giovanna d’Arco, Puccinis Tosca und Madama Butterfly, Strauss' Elektra sowie alle großen Opern Mozarts auf. Parallel tritt er in den Opernhäusern von Linz, Basel, Luzern sowie im Prinzregententheater München als Operndirigent auf. 2010, 2012 und 2014 war er als Gastdirigent bei den Aspekten Salzburg.
Sein Interesse an zeitgenössischer Musik führte ihn zu einer engen Zusammenarbeit mit Komponisten wie György Kurtág, György Ligeti, Helmut Lachenmann und Luciano Berio. Er führte auch Matthias Pintschers Thomas Chatterton in Wien und zwei Opern von Param Vir in Antwerpen auf.
Von 1998 bis 2010 war er als Generalmusikdirektor an der Operá de Rouen angestellt. Er ist chéf fondateur (Gründungsdirigent) des Orchestre de l'Opéra de Rouen. Mit diesem Orchester wurden sowohl regionale Auftritte z. B. in der Salle Pleyel als auch internationale Auftritte u. a. in der Schweiz, Luxemburg und den Niederlanden durchgeführt.
Zudem ist Musik-Dirigieren für Oswald Sallaberger Aufruf zu sozialem Engagement: Er versucht, Jugendlichen aus allen "Klassen" Musik näherzubringen. Die Idee dabei ist, dass Jugendliche, egal aus welchem Stand, Musik hautnah erleben können, und sie selbst kreativ werden. Auf dem Weg dorthin initiiert er verschiedenartige Projekte unter dem Begriff "La Maison Illuminée", wie z. B. Jugendliche bei Proben direkt zwischen die Musiker zu setzen, mit ihnen zu singen oder Konzerte in ärmeren Stadtvierteln zu spielen.

## Aufnahmen (Auswahl)
- Andor Losonczy: Losonczy, 1994
- Zeynep Gedizlioğlu: Kammermusik "Kesik", 2012
- Gabriel Fauré: Pelleas & Melisande - Suite op.80, 2012